# 19224 Orosei
19224 Orosei este un asteroid din centura principală, descoperit pe 15 septembrie 1993, de Andrea Boattini.